# Подвижният замък на Хоул
 Тази статия е за книгата.  За филма вижте Подвижният замък на Хоул (филм).  
„Подвижният замък на Хоул“ (на английски: Howl's Moving Castle) е фентъзи роман за подрастващи от английската писателка Даян Уейн Джоунс, публикуван през 1986 година.
Сюжетът се фокусира върху младо момиче, превърнато с магия в старица, и самоуверен, но емоционално нестабилен млад магьосник, живеещ в магически подвижен замък.
Романът е основа на едноименния анимационен филм на японския режисьор Хаяо Миядзаки.